# Степное (Марксовский район)
Степное — село в Марксовском районе Саратовской области, входящий в состав Кировского сельского поселения.

## Население
| 2002 | 2010 |
| ---- | ---- |
| 421  | ↘416 |

## История
Село основано в 70-х годах XIX века немецкими колонистами из Орловского. Первоначальное название села произошло от немецкого слова «stand» — «стойло». Жители занимались орошаемым земледелием (овощи) и товарным скотоводством.
После образования Трудовой Коммуны (Автономной области) немцев Поволжья село в составе Марксштадтского кантона. В 1929—1944 гг. в селе размещалась усадьба колхоза «Победа» (по-немецки «Sieg»), площадь земельных угодий которого составляла 4714 га (в том числе пашни- 4306 га).
Указом Президиума Верховного Совета РСФСР «О переименовании некоторых сельский Советов и населённых пунктов Саратовской области» 2 июля 1942 г. село Штанд было переименовано в Степное. В 1941—1945 гг. село Степное — административный центр Кривовского сельского Совета Марксштадтского (с 1942 г. — Марксовского) района Саратовской области. С 1944 г. в селе размещалось одно из отделений совхоза «Кривовский».
24 апреля 1992 года между директором совхоза «Кривовский» Савенковым А. П., директором МП «Факт»(город Зарафшан, Республика Узбекистан) Муршель Ю. О., генеральным директором ассоциации «Надежда» (город Саратов) Лейманом Н. Л., представителями Саратовского бюро "Союза в поддержку немцев за рубежом, а также членами Саратовского областного исполкома был подписан протокол о намерениях по строительству посёлка Степное. Осенью 1992 года ПМК № 3 треста «Тамбовагромонтаж» при поддержке германской фирмы «Штайф» начала строительство нового посёлка для переселенцев немецкой национальности из Средней Азии.

## Инфраструктура
- Сейчас в селе имеется: Дом Культуры, ФАП, 1 продуктовый магазин.
- Католический костел.
- Библиотека